# Hemirrhagus reddelli
Hemirrhagus reddelli là một loài nhện trong họ Theraphosidae.
Loài này thuộc chi Hemirrhagus. Hemirrhagus reddelli được Willis J. Gertsch miêu tả năm 1973.